# Murilo Sartori
Murilo Setin Sartori (Americana, 18 de maio de 2002) é um nadador brasileiro.

## Carreira

### 2016–20
Aos 16 anos, participando dos Jogos Olímpicos de Verão da Juventude de 2018 em Buenos Aires, ele ganhou uma medalha de prata no revezamento 4 x 100 m livre m. Ele também terminou em 6º nos 200 m livres. Aos 17 anos, ele ganhou uma medalha de bronze nos 200 m livres no Campeonato Mundial Júnior de Natação de 2019.

### Jogos Olímpicos de 2020
Nos Jogos Olímpicos de Verão de 2020, ele competiu nos 200 m livres, aos 19 anos de idade. Ele fez um tempo de 1m47s11, terminando em 24º lugar geral. Sartori também chegou à final do revezamento 4 x 200 m livre, terminando em 8º lugar. Ele então passou a competir colegialmente pela Universidade de Louisville.

### 2021–24
No Campeonato Mundial de Natação em Piscina Curta de 2021 em Abu Dhabi, nos Emirados Árabes Unidos, no revezamento 4 x 200 m livre, o revezamento brasileiro, composto por Sartori, Fernando Scheffer, Kaique Alves e Breno Correia, conquistou novamente a medalha, agora bronze, mantendo o bom desempenho de 2018, quando o Brasil conquistou o ouro batendo o recorde mundial. Ele também terminou em 10º nos 200 m livres.
No Campeonato Mundial de Esportes Aquáticos de 2022 realizado em Budapeste, Hungria, a equipe brasileira do revezamento 4 x 200 m livre, composta por Sartori, Fernando Scheffer, Vinicius Assunção, e Breno Correia bateu o recorde sul-americano duas vezes seguidas, nas eliminatórias e na final, chegando a um tempo de 7m04s69, e obtendo um inédito 4º lugar em Mundiais de Pisicna Longa. A seleção brasileira só não conseguiu medalha por causa do desempenho excepcional de Tom Dean, ao fechar o revezamento britânico.